# Agata Fisz
Agata Fisz (ur. 13 maja 1973 w Chełmie) – polska samorządowiec, w latach 2006–2018 prezydent Chełma.

## Życiorys
Ukończyła studia na Wydziale Inżynierii Budowlanej i Sanitarnej Politechniki Lubelskiej. Pracowała w chełmskim urzędzie miasta, jako prezes Chełmskiego Towarzystwa Budownictwa Społecznego i w Lubelskiej Wojewódzkiej Dyrekcji Inwestycji.
Była przewodniczącą komitetu wyborczego SLD-UP w Chełmie, w 2002 z jego ramienia uzyskała mandat radnej tego miasta. W drugiej turze wyborów samorządowych w 2006 została wybrana na stanowisko prezydenta Chełma, kandydując jako przedstawicielka lokalnego komitetu związanego z SLD. W 2010 i w 2014 uzyskiwała reelekcję – odpowiednio w pierwszej i w drugiej turze głosowania. W 2018 w pierwszej turze zajęła pierwsze miejsce z wynikiem 43,5% głosów, jednak w drugiej turze przegrała z Jakubem Banaszkiem, uzyskując 49,1% głosów. Została natomiast w tych samych wyborach wybrana na radną miejską w Chełmie. W kwietniu 2019 została pełnomocnikiem zarządu ds. inwestycji i rozwoju w Miejskim Przedsiębiorstwie Gospodarki Komunalnej we Włodawie. W 2024 z ramienia Lewicy bez powodzenia kandydowała do Sejmiku Województwa Lubelskiego. W tym samym roku z jej listy startowała w wyborach do Parlamentu Europejskiego z okręgu nr 8.